# Ichthyothere peruviana
Ichthyothere peruviana là một loài thực vật có hoa trong họ Cúc. Loài này được (Poepp.) Baker mô tả khoa học đầu tiên.